# هیچ‌چیز دیگری مهم نیست (فیلم)
«هیچ چیز دیگری مهم نیست» (انگلیسی: Nothing Else Matters (film)) یک فیلم به کارگردانی جرج پیرسون است که در سال ۱۹۲۰ منتشر شد.